# Elastrus
Elastrus là một chi bọ cánh cứng trong họ 
Elateridae.
Chi này được miêu tả khoa học năm 1859 bởi Candèze.

## Các loài
Các loài trong chi này gồm:
- Elastrus aldabrensis Fleutiaux, 1922
- Elastrus ampedioides Fairmaire
- Elastrus anchastinus Candèze, 1859
- Elastrus cinnamomeus Schwarz
- Elastrus fulvipennis Fleutiaux, 1932
- Elastrus grandchampi Fleutiaux, 1935
- Elastrus morio (Candèze)
- Elastrus sardioderus Candeze
- Elastrus senegalensis Candeze
- Elastrus sicardi Fleutiaux, 1933
- Elastrus submurinus Fairmaire
- Elastrus tepidus Candeze
- Elastrus umbraticollis Schwarz